# غل و مل (عليا أردستان)
غل ومل (بالفارسية: گل ومل) هي قرية تقع في إيران في قسم علیا الريفي. يقدر عدد سكانها بـ 27 نسمة بحسب إحصاء 2016.